# Galguduud
Galguduud (somali: Galguduud; àrab: غالغدود, Ḡālḡudūd) és una regió administrativa (gobol) en el centre de Somàlia. Limita amb Etiòpia, les regions somalis de Mudug, Hiiraan i Shabeellaha Dhexe, i amb l'oceà Índic. La capital és Dhusa Mareb i la ciutat principal i amb més habitants és Caabudwaaq (Abudwak). La regió té alguns recursos miners, especialment els dipòsits d'urani més importants d'Àfrica.
La regió es va crear el 1982. No s'ha vist gaire afectada per la guerra iniciada el 1990. Després del 1991 va quedar en poder dels clans locals. El 2006 es van aliar a la Unió de Corts islàmiques de Somàlia i el gener del 2007 al Govern Federal de Transició, per després retornar a la neutralitat amb l'ascens dels islamistes que van aconseguir el control d'una part de la regió.

## Districtes
Inicialment (1982) foren sis:
- Caabudwaaq
- Gahareeri
- Dhusa Mareb Capital
- Cadaado
- Ceel-Buur
- Ceel-dheer

Després es van afegir:
- Balanbale
- Galcad
- Guri-Cel

## Altres localitats
- Masagaweyn
- BudBud
- Ceel Burtuble
- Ceel Xireed
- Maraay Suuleey
- Waniin
- Cigo
- Cowsweyne
- Goohweeyne
- Bali Cad
- Dac
- Godane
- Yamarugley
- Axmed Gurey
- laan dawdawle
- Qabriyo shiikh
- Wabxo
- Bangeele
- Cuurmadag
- Gonlagonle
- Duuban
- Jacar
- Bargaan
- Habar Irir
- Derri
- Daadaale
- Dabare
- Coosweeyne
- Galqoryaale
- Towfiiq
- Barujed
- Garable
- Xiindheere
- Dhagahyale
- Ceelqooxle
- Ceel-lahelay
- Bulacle
- Warxoolo
- Qaydare
- Biyo gaduud
- Maalin nugur
- Ceelka Qod qod
- Xagareey
- Ceel Baxay
- Gabuun
- Wara-dhuumaleh
- Xinshir
- Huurshe

## Clans
- Hawiye
  - Abgaal
    - Wabudhan
    - Waesli o Warculus

  - Habar gidir
    - Saleebaan
    - Saruur
    - Cayr

  - Murusade
  - Duduble
    - Gugudhabe
- Darod
  - Marehan
    - Reer Siyaad Xussein
    - Wagardhac
      - Reer Gediid
      - Reer Allamagan
      - Reer Wardheere
      - Cumar Dheer

    - Reer Guleed Faarax
    - Reer Diini Faarax
      - Bah-Ogadeyn
        - Reer Dalal
        - Reer Hersi

      - Bah-Xawaadle
        - Reer Siyaad
        - Reer Warsame

      - Bah-Darandoole
        - Reer Kooshin
        - Reer Nuur

    - Celi
      - Reer gacal
      - Reer Qumane
      - Reer Fiqi Yusuf
      - Reer Gurey

    - Habar ciise
    - Bah-Abaskuul
- Dir
  - Mah 
    - Surre
    - Abdalle

  - Fiqi Muhumud